# Fortuna Rádió
A Fortuna Rádió egy Pakson fogható helyi kereskedelmi rádió volt, amely 1995. március 1.-én indult az FM 96,3 MHz-es frekvencián. Stúdiója Pakson működött, az adás Tolna, Fejér és Bács-Kiskun megyék egy részén volt fogható.
2018. december 16-án 00:00-kor, 23 év után a Fortuna Rádiót felváltotta a Paks FM.

## Formátum
Zenei kínálata 2018. május 22. után az elmúlt közel 20 év popslágereire épült, hétvégi retró zenei műsorral. Korábban éveken keresztül hasonló volt a zenei felhozatal a 2016-os átalakítása előtti Petőfi Rádióéhoz, így a kevésbé populáris, alternatív jellegű könnyűzene dominált, de 2015 tavaszától már előfordultak popslágerek is. A műsorstruktúrában a zenén kívül a vételkörzet aktuális hírei, kulturális programjai is fontos szerepet kaptak.

## Munkatársak[2]
- Sajnovics László - Tulajdonos
- Herfort Róbert - produkciós munkatárs
- Strasszer Andrea - tulajdonos-ügyvezető
- Schuckert József - főszerkesztő
- Várszegi Eszter - zenei szerkesztő

### Műsorvezetők
- Gyulai István
- Borsodi Zoltán
- Molnár Szabolcs
- Zomborka Zoltán
- Kovács Gábor
- Weisz József
- Kiss Csaba
- Gyurina Illés

### Hírolvasók
- Hahn Szilvia
- Matus Dóra